# Gumtow
Gumtow è un comune del Brandeburgo, in Germania.
Appartiene al circondario (Landkreis) del Prignitz (targa PR).

## Società

### Evoluzione demografica
- Sviluppo della popolazione dal 1875 entro gli attuali confini (Linea Blu: Popolazione; Linea puntata: Confronto dello sviluppo della popolazione dello stato del Brandenburgo; Sfondo grigio: Ai tempi del governo nazista; Sfondo rosso: Al tempo del governo comunista)
- Sviluppo recente della popolazione (Linea blu) e previsioni

| Anno | Abitanti |
| ---- | -------- |
| 1875 | 7 023    |
| 1890 | 6 822    |
| 1910 | 6 741    |
| 1925 | 6 731    |
| 1939 | 6 117    |
| 1950 | 9 754    |
| 1964 | 6 921    |

| Anno | Abitanti |
| ---- | -------- |
| 1971 | 6 421    |
| 1981 | 4 990    |
| 1985 | 4 884    |
| 1990 | 4 712    |
| 1995 | 4 449    |
| 2000 | 4 344    |
| 2005 | 3 996    |

| Anno | Abitanti |
| ---- | -------- |
| 2010 | 3 668    |
| 2015 | 3 438    |
| 2016 | 3 404    |
| 2017 | 3 370    |
| 2018 | 3 338    |
| 2019 | 3 327    |
| 2020 | 3 312    |

Fonti dei dati sono nel dettaglio nelle Wikimedia Commons..

## Geografia antropica

### Suddivisioni amministrative
Il territorio comunale si divide in 16 zone (Ortsteil):
- Barenthin
- Dannenwalde
- Demerthin
- Döllen
- Görike
- Granzow
- Groß Welle
- Gumtow
- Kolrep
- Kunow
- Schrepkow
- Schönebeck
- Schönhagen
- Vehlin
- Vehlow
- Wutike